# Bernard de Jussieu
Pour les autres membres de la famille, voir Famille de Jussieu.
Bernard de Jussieu, né le 17 août 1699 à Lyon et mort le 6 novembre 1777 à Paris, est un botaniste français.

## Biographie

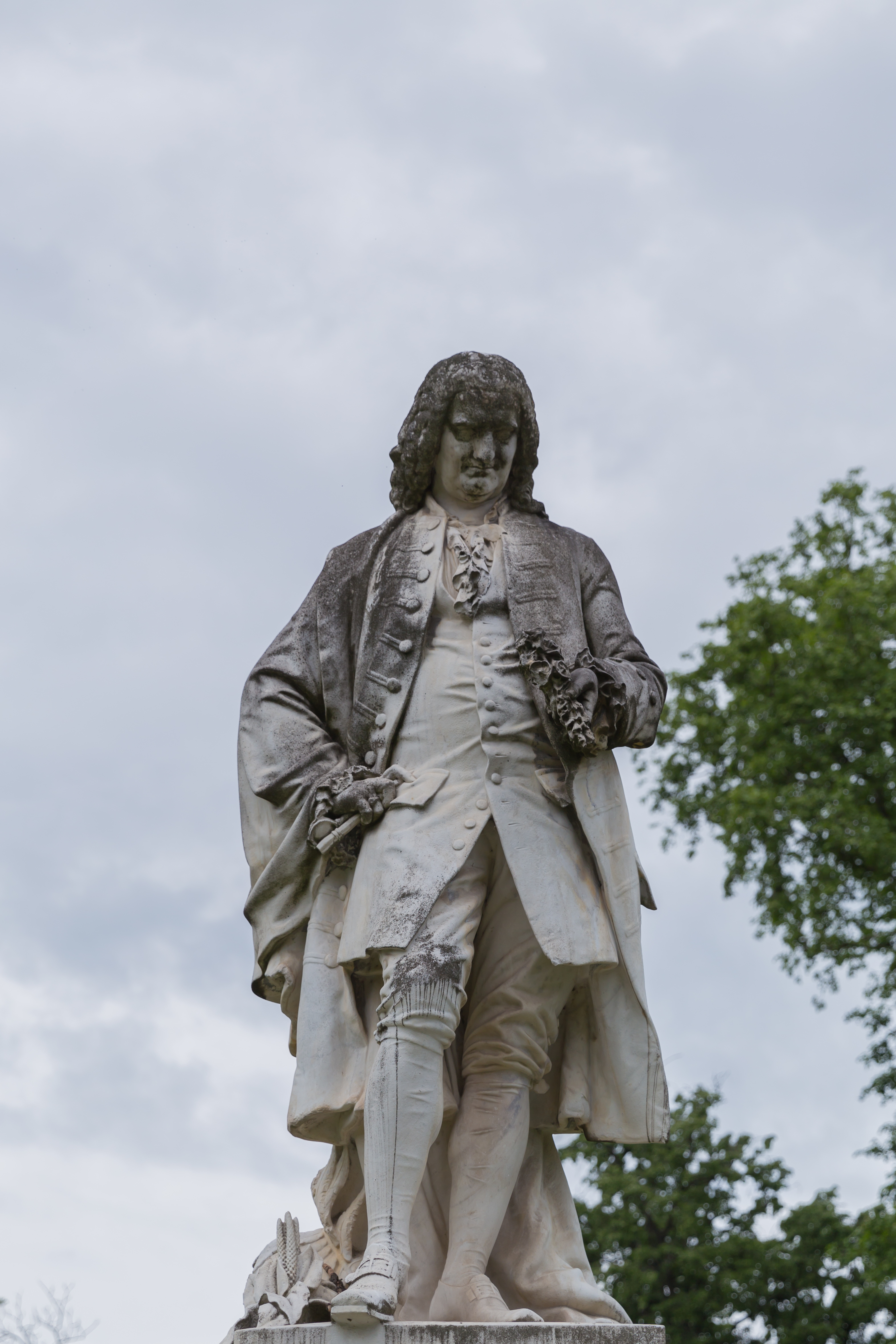
Statue de Bernard de Jussieu présentée au jardin botanique de Lyon.

Bernard, frère d'Antoine et de Joseph de Jussieu, commence ses études au collège jésuite de Lyon, puis les poursuit à Paris. Elles sont interrompues par l'invitation de son frère Antoine à venir herboriser à ses côtés lors de voyages naturalistes en Espagne et au Portugal.
À son retour, en 1720, il passe le grade de docteur en médecine à Montpellier. Sa passion pour la botanique le conduit à abandonner l'exercice de la médecine. Il revient à Paris et, en 1722, devient professeur de botanique au Jardin du roi qu'a laissé vacant la mort de Sébastien Vaillant. Il reste à cette place toute sa vie et contribue à l'augmentation de l'herbier, souvent à ses frais. Sous sa direction, le droguier du Jardin prend une dimension considérable et en 1729 adopte le nom de cabinet d'Histoire naturelle ou « Cabinet du roi ».
D'une grande modestie, il se contente de son poste au Jardin du roi et refuse même la charge de botaniste du roi, libre après la mort de son frère Antoine. Bernard de Jussieu ne publie que fort peu d'ouvrages. En 1725, il fait paraître une version augmentée de l'Histoire des plantes des environs de Paris de Tournefort et est admis la même année à l'Académie des sciences. En 1727, il devient membre de la Royal Society. En 1735, il publie anonymement le Catalogue des arbres, et arbrisseaux qui se peuvent élever en pleine terre aux environs de Paris ; ce catalogue dont on ne connaît qu'un petit nombre d'exemplaires offre la liste de plusieurs centaines d'arbres. En 1749, il est nommé membre étranger de l'Académie royale des sciences de Suède.

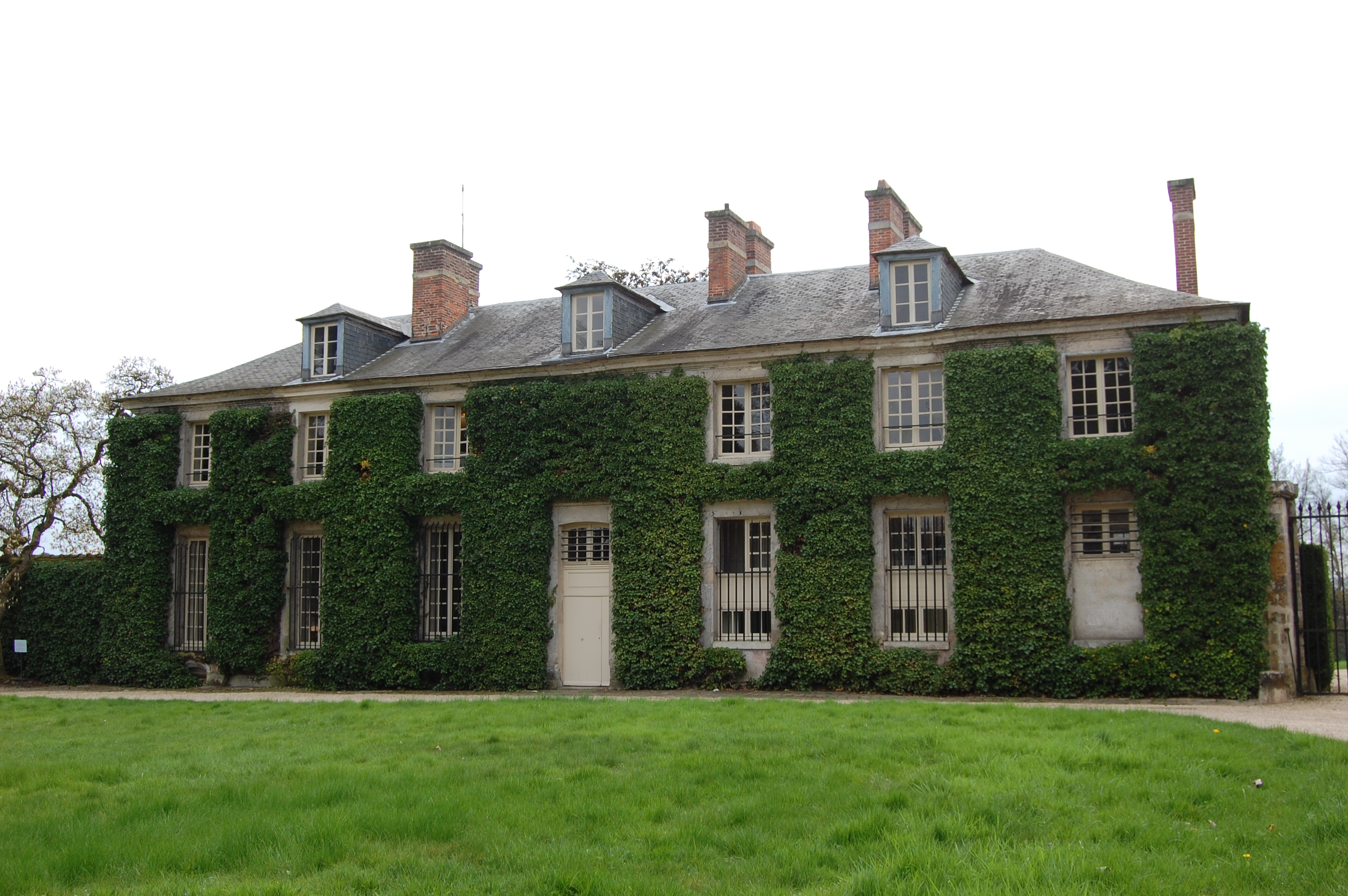
Le dit « Pavillon de Jussieu » au Palais de Versailles (Petit Trianon), maintenant occupé par le Centre de recherche du château de Versailles n'était pas la maison de Bernard de Jussieu mais celle des jardiniers Claude Richard et son fils Antoine et probablement chez lesquels il réside lors de ses séjours au Trianon.

Il explore les côtes de Normandie en 1742 et publie ses Mémoires, relatant son voyage et décrivant les espèces végétales, mais aussi animales qu'il y a rencontrées. C'est le premier à avoir séparé la baleine des poissons. En zoologie, il propose la création de familles, comme les vers ou les crustacés. En 1758, Louis XV lui confie la création d'une école de botanique dans les jardins de Trianon, dirigés par Claude Richard. Bernard ne suit pas pour cela la classification de Linné, mais développe un système nouveau, basé sur les caractères morphologiques des plantes. Il subdivise d'abord les espèces en monocotylédones et en dicotylédones, puis en familles regroupées suivant leurs affinités morphologiques.
C'est ce système que reprend et affine son neveu Antoine-Laurent de Jussieu.
Le convoi de Bernard de Jussieu, âgé de 79 ans, décédé rue des Bernardins, paroisse Saint-Nicolas du Chardonnet,  secrétaire du roi, professeur et sous-démonstrateur de botanique au Palais royal, de l'Académie royale des sciences et de la Société royale de Londres, membre étranger de l'Académie royale des sciences de Suède, a lieu le 7 novembre 1777.

## Iconographie
- 1835   - Buste de Bernard de Jussieu en Hermès, par Jean-François Legendre-Héral, exposé la même année au Salon des Artistes Français et conservé au Musée des beaux-arts de Lyon